# Chaetotrechiama
Chaetotrechiama is een geslacht van kevers uit de familie van de loopkevers (Carabidae). De wetenschappelijke naam van het geslacht is voor het eerst geldig gepubliceerd in 1982 door Ueno.

## Soorten
Het geslacht Chaetotrechiama is monotypisch en omvat slechts de volgende soort:
- Chaetotrechiama procerus Ueno, 1982